# Walter Bechtler
Walter Bechtler (* 1. Mai 1905 in Masuri, Bundesstaat Uttarakhand, Indien; † 7. Mai 1994 in Zollikon, reformiert, heimatberechtigt in St. Gallen) war ein Schweizer Unternehmer und Kunstsammler.

## Leben
Walter Bechtler kam am 1. Mai 1905 in Masuri als Sohn des Kaufmanns Carl Joachim Bechtler und der Anna geborene Sutter zur Welt. Nachdem Walter Bechtler ab 1915 die Kantonale Handelsschule in Zürich besucht hatte, belegte er zwischen 1924 und 1925 die Ecole Supérieure de Commerce in Lausanne, die er mit der Matura abschloss. In der Folge nahm er nach einer einjährigen Banktätigkeit in London von 1926 bis 1931 ein Studium  der Nationalökonomie in Zürich, Wien und Paris auf, das er 1931 mit dem Erwerb des akademischen Grades eines Dr. oec. publ. beendete.
1933 gründete Walter Bechtler zusammen mit seinem Bruder Hans die Ingenieur H.C. Bechtler & Co. in Zürich, anschliessend  1935 die Luwa AG, die sich auf Lüftungs- und Heizungstechnik spezialisierte. Dort amtierte Bechtler von 1935 bis 1980 als Vizepräsident des Verwaltungsrats. Daneben war Bechtler von 1961 bis 1980 im Verwaltungsrat der Hesta AG vertreten, davon ab 1969 als Vizepräsident.
Walter Bechtler war ein bedeutender Sammler zeitgenössischer Kunst, vor allem von Plastik. Dazu gründete er 1955 die Walter A. Bechtler Stiftung. Überdies fungierte Bechtler als Mitbegründer der Alberto-Giacometti-Stiftung und gehörte von 1957 bis 1972 der Sammlungskommission der Zürcher Kunstgesellschaft sowie von 1963 bis 1978 dem Vorstand der Vereinigung Zürcher Kunstfreunde an.
Die von dem amerikanischen Künstler Sol Le Witt geschaffene weiße, würfelförmige Skulptur White Cube war 1984 für die Ausstellung Skulptur im 20. Jahrhundert im Merian-Park in Basel geschaffen worden und stand dort bis zum Jahre 1986. Danach wurde sie durch Bechtler angekauft und der Stadt Zürich als öffentlich sichtbare Plastik angeboten. Nach mehr als 25 Jahren, in denen die Stadt jedoch keinen Platz für die Skulptur fand, ist sie im Zellweger Park in Uster, Kanton Zürich im Jahre 2011 erneut in unmittelbarer Nachbarschaft zum Wohngrundstück der Familie Bechtler errichtet worden.
Walter Bechtler heiratete im Jahr 1942 Minnie, die Tochter des Zahnarztes Otto Heer. Sie hatten drei Kinder, Ruedi (* 1942), Katrin und Thomas (* 1949). Er verstarb am 7. Mai 1994 wenige Tage nach Vollendung seines 89. Lebensjahres in Zollikon.